# Calicnemia sinensis
Calicnemia sinensis е вид водно конче от семейство Platycnemididae. Видът не е застрашен от изчезване.

## Разпространение
Разпространен е в Китай (Гуандун, Джъдзян и Фудзиен) и Хонконг.